# Malîkî, Kremenciuk
Malîkî (în ucraineană Малики) este un sat în comuna Kobeleaciok din raionul Kremenciuk, regiunea Poltava, Ucraina.

## Demografie
Componența lingvistică a localității Malîkî
     Ucraineană (91,67%)
     Rusă (7,14%)
Conform recensământului din 2001, majoritatea populației localității Malîkî era vorbitoare de ucraineană (91,67%), existând în minoritate și vorbitori de rusă (7,14%).